# Reichenberg, Unterfranken
Reichenberg är en köping (Markt) i Landkreis Würzburg i Regierungsbezirk Unterfranken i förbundslandet Bayern i Tyskland.